# Vestignano
Vestignano è una frazione del comune di Caldarola, in provincia di Macerata. Vi sorge l'antico castello appartenente dal IX secolo all'abbazia di San Clemente a Casauria in Abruzzo.

## Storia
Rimangono a Vestignano consistenti resti dell'impianto urbanistico medievale , quali un torrione cilindrico angolare  e la cinta muraria in pietra , risalente al sec. XIV. All'esterno delle mura sorge la duecentesca Chiesa di San Martino, rimaneggiata nel sec. XVI. 
La prima citazione datata di Vestignano, corte del comitato di Camerino, compare nel 969 in un elenco di possedimenti dell'Abbazia di San Clemente a Casauria, oggetto di un diploma dell'imperatore Ottone I. Successivamente in un atto notarile del 1102, il conte di Camerino Garendo si fece mallevatore davanti all'abate di Casauria Grimaldo per la cessione il locazione perpetua delle terre di Vestignano ad alcuni uomini di cui riferisce i nomi. Studiosi di storia locale ritengono, nel XII secolo, di poter supporre l'esistenza di un discreto nucleo abitativo e di una chiesa rurale che potrebbe essere stata l'antica S. Martino. 
Inoltre si dice possa essere verosimile credere che all'epoca del possesso dei Da Varano (1468), del Vicariato di Summonte (1538) e del terziere di Sessanta (1568) sia avvenuta un considerevole incremento demografico e di conseguenza una cospicua edificazione sia di tipo residenziale che religioso.

## Monumenti e luoghi d'interesse

### Architetture religiose
- Chiesa dei Santi Martino e Giorgio (Caldarola)
- Chiesa della Madonna della Valle (Caldarola)